# 雨田光平
雨田 光平（あまだ こうへい、1893年2月1日 - 1985年11月14日）は、日本の箏曲家、彫刻家、ハープ奏者。本名は雨田 外次郎（あまだ ほかじろう）。福井県出身。

## 略歴
福井市に生まれる。東京美術学校（現在の東京藝術大学美術学部）卒業。在学中に箏曲京極流始祖の鈴木鼓村に師事した。1920年に渡米、アメリカ合衆国とフランスで10年間にわたってハープを修業し、1926年にマルセル・トゥルニエに師事。彫刻家としても国際的に活躍し、「日本のロダン」と呼ばれた。1929年に帰国。日本ハープ協会顧問。箏曲京極流2代目宗家。絵画、詩、書、陶芸など幅広い分野で藝術活動をおこなった。1959年、中日文化賞受賞。
1960年、福井市文化奨励賞受賞。
1968年、勲五等双光旭日章受章。
なお、箏曲京極流は福井県指定無形文化財に指定され 、1973年（昭和48年）に国の選択無形文化財となった。
2001年には、福井県丹生郡織田町（現・越前町）に雨田光平記念館が開館した。

## 親族
妻の一人は三田平凡寺の次女。次男の雨田光弘はチェリストで画家、長男の雨田光示は日本で制作された初めてのアイリッシュハープの演奏者。義理の甥に夏目房之介がいる。